# Ardea (by)
Ardea er en italiensk by (og kommune) i regionen Lazio i Italien, med omkring 49.057(2023) indbyggere. 